# Phoradendron caripense
Phoradendron caripense är en sandelträdsväxtart som beskrevs av August Wilhelm Eichler. Phoradendron caripense ingår i släktet Phoradendron och familjen sandelträdsväxter. Inga underarter finns listade i Catalogue of Life.